# 平壤建設建材大學
平壤建設建材大學（：／），成立於1953年10月1日，由金日成綜合大學的土木工程系發展起來的，由建校初的4個系5個學科的專科學校發展成為2005年時擁有6個學系、20多個專業學科、博士院、工程科學中心、1個綜合研究所和15個研究室等，約3,000多名學生、近1,000名教職員工的集教學與科研於一體的大型專門學府。現在分佈北朝鮮各地的建築設計院、市政規劃建設部門以及參加施工的建築技術人員幾乎全部是平壤建設建材大學的畢業生。近50年時間裏，從這所學校走出去的全日制畢業生已達27,000多人、經遙距教育的學生更不計其數。

## 學制
由2005年起，把學制由5年，改為4年制；博士院和工程科學中心講授更深的知識。 

## 學系
- 設有6個學系：
  - 建築系、建設工程系、建材系等

## 歷任校長
金正澤先生

## 成就
由平壤建設建材大學設計指導的建築物在北朝鮮各地隨處可見。70年代學校設計的平壤體育館和80年代設計的人民大學習堂、萬景臺學生少年宮等建築是其中的代表作品。
自1961年開始到2005年，平壤建設建材大學已為中華人民共和國、印度尼西亞、越南、老撾、柬埔寨、俄羅斯、敘利亞和馬里等9個國家培養了150多名高質素的建築專才。
1993年：成功中標馬來西亞聯邦博物館工程和沿海城市規劃專題方案，為平壤建設建材大學賺取外匯的同時也打開了國際建築市場的大門。
1994年，平壤建設建材大學數十名教師帶領城市規劃、城市綠化兩個系的上百名學生參加了羅津先鋒經濟貿易區的基建規劃設計工作，目前已經建成的不少基礎設施便是根據他們的方案完成的。這樣，通過實踐使教學效果得到了很好的檢驗，理論與實踐的結合反過來又促進了教學品質的提高。
1996年：平壤建設建材大學的設計方案又被納米比亞國家英雄烈士陵園工程選中。它的高水準教學吸引了不少國家的留學生來朝鮮深造。

## 中國留學生
- 中國江蘇省國際交流中心副主任范勁松於1995年在該校畢業，獲頒學士學位。
- 翰時（A&S）國際建築設計諮詢有限公司董事/項目經理孫藝女士（國家一級註冊建築師）在該校畢業。